# Weiss (cráter)

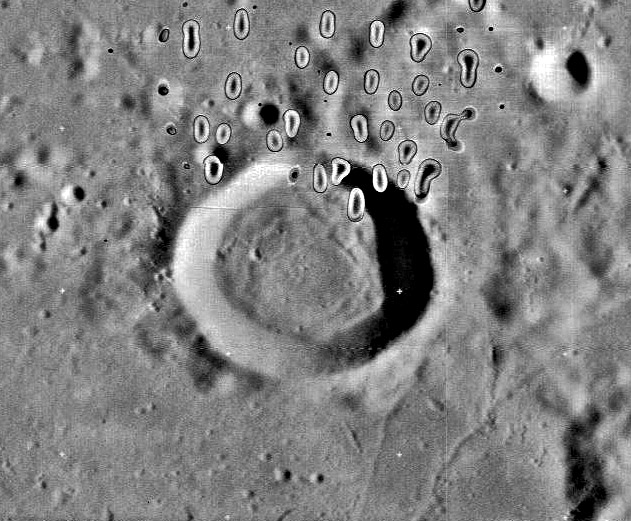
Fotografía de la misión Lunar Orbiter 4

Weiss es un cráter de impacto lunar situado en el borde sur del Mare Nubium. Casi conectado al borde suroeste se halla el cráter Cichus, y Pitatus se encuentra justo a un diámetro al este-noreste. Al este-sureste aparece el cráter el Wurzelbauer, considerablemente erosionado.
El borde norte de este cráter prácticamente ha desaparecido. Su interior ha sido inundado por la lava, dejando una superficie casi sin rasgos destacables. La mitad sur del borde todavía se mantiene visible, aunque erosionada en algunos lugares. Este borde asciende a una altura de 0.8 km sobre la base. El cráter satélite Weiss E se encuentra en el borde norte del suelo interior, en el remanente superviviente del borde. Un cráter más pequeño justo al este de Weiss E se inserta en el lado noreste del cráter principal.
El cráter está marcado por huellas del sistema de marcas radiales del prominente cráter Tycho, que se encuentra varios cientos de kilómetros al sureste. Al norte de Weiss se localiza la grieta denominada Rima Hesiodus, que recibe su nombre por el cercano cráter Hesiodus, localizado al noreste.

## Cráteres de satélite
Por convención estos elementos son identificados en los mapas lunares poniendo la letra en el lado del punto medio del cráter que está más cercano a Weiss.
|       | \| Weiss \| Coordenadas \| Diámetro \| \| ----- \| ------------------------------ \| -------- \| \| A \| 30°30′S 18°36′O / -30.5, -18.6 \| 4 km \| \| B \| 31°12′S 18°24′O / -31.2, -18.4 \| 10 km \| \| D \| 30°42′S 20°18′O / -30.7, -20.3 \| 9 km \| \| E \| 31°06′S 19°12′O / -31.1, -19.2 \| 17 km \| |          |
| Weiss | Coordenadas | Diámetro |
| A     | 30°30′S 18°36′O / -30.5, -18.6 | 4 km     |
| B     | 31°12′S 18°24′O / -31.2, -18.4 | 10 km    |
| D     | 30°42′S 20°18′O / -30.7, -20.3 | 9 km     |
| E     | 31°06′S 19°12′O / -31.1, -19.2 | 17 km    |